# Liste der orbitalen Raketenstarts (2019)

## Startliste
Januar – Februar – März – April – Mai – Juni – Juli – August – September – Oktober – November – Dezember
| Datum (UTC)             | Raketentyp               | Startplatz      | Nutzlast | Art / Zweck | COSPAR-ID |
| Januar 2019             | Januar 2019              | Januar 2019     | Januar 2019 | Januar 2019 | Januar 2019 |
| ----------------------- | ------------------------ | --------------- | --- | --- | --- |
| 10. Jan. 2019 17:11     | CZ-3B/G3                 | Xichang 2       | Chinasat-2D | Kommunikation | 01A |
| 11. Jan. 2019 15:31     | Falcon 9                 | VAFB 4E         | Iridium Next 66–75 | 10× Kommunikation | 02K, 02C, 02E, 02J …                                                                                                  |
| 15. Jan. 2019 ca. 00:30 | Simorgh                  | IKSC 2          | Payam-e Amirkabir | Erdbeobachtung | Fehlschlag |
| 18. Jan. 2019 00:50     | Epsilon                  | USC             | Rapis 1 ALE 1 Hodoyoshi 2 MicroDragon OrigamiSat-1 Nexus AOBA-Velox 4 | Technologieerprobung TE/Showeffekt TE/Erdbeobachtung Erdbeobachtung TE/Amateurfunk ◻ TE/Amateurfunk ◻ TE ◻ | 03A 03G 03C 03D 03B 03F 03J                                                                                           |
| 19. Jan. 2019 19:10     | Delta IV Heavy           | VAFB 6          | USA 291 (NROL-71) | Aufklärung | 04A |
| 21. Jan. 2019 05:42     | CZ-11                    | Jiuquan S-E2    | Jilin 1-09, -10 Lingque 1A Xiaoxiang-1 03 | 2× Erdbeobachtung TE/Erdbeobachtung ◻ TE/Kommunikation ◻ | 05B, 05E 05A 05C |
| 24. Jan. 2019 18:07     | PSLV-DL Erstflug DL      | SHAR 1          | Microsat-R Kalamsat-V2 | ASAT-Zielkörper TE/Amateurfunk ◻ | 06A 06B |
| Februar 2019            |                          |                 | | | |
| 5. Feb. 2019 21:01      | Ariane 5 ECA             | CSG A-3         | Hellas Sat 4/ SaudiGeoSat-1 GSAT-31 | Kommunikation | 07A 07B |
| 5. Feb. 2019            | Safir                    | IKSC 1          | Dousti | Erdbeobachtung | Fehlschlag |
| 21. Feb. 2019 16:47     | Sojus-2/Fregat           | Baikonur 31/6   | EgyptSat-A | Erdbeobachtung | 08A |
| 22. Feb. 2019 01:45     | Falcon 9                 | CCAFS 40        | Nusantara Satu Beresheet S5 | Kommunikation Mondlander Weltraumüberwachung | 09A 09B 09D |
| 27. Feb. 2019 21:37     | Sojus-ST/Fregat          | CSG S           | OneWeb F6 | 6× TE/Kommunikation | 10E, 10D, 10C, 10B …                                                                                                  |
| März 2019               |                          |                 | | | |
| 2. März 2019 07:49      | Falcon 9                 | KSC 39A         | SpX-DM1 (Crew Dragon) | Testflug zur ISS Raumschiff | 11A |
| 9. März 2019 16:28      | CZ-3B/G3                 | Xichang 3       | Chinasat-6C | Kommunikation | 12A |
| 14. März 2019 19:14     | Sojus-FG                 | Baikonur 1/5    | Sojus MS-12 | bemannte ISS-Mission | 13A |
| 16. März 2019 00:26     | Delta IV                 | CCAFS 37B       | WGS-10 | Militärkommunikation | 14A |
| 22. März 2019 01:50     | Vega                     | CSG V           | Prisma | Erdbeobachtung | 15A |
| 27. März 2019 09:39     | OS-M1 einziger Flug      | Jiuquan S-E2    | Lingque 1B | TE/Erdbeobachtung ◻ | Fehlschlag |
| 28. März 2019 23:37     | Electron/KS              | Mahia 1A        | R3D2 | militärische Antennenerprobung | 16A |
| 31. März 2019 15:51     | CZ-3B/G3                 | Xichang 2       | Tianlian-2-01 | Bahnverfolgung/Relais | 17A |
| April 2019              |                          |                 | | | |
| 1. April 2019 03:57     | PSLV-QL Erstflug QL      | SHAR 2          | EMISAT 20× Flock-4a 4× Lemur-2 Astrocast 0.2 Aistechsat 3 | Aufklärung Erdbeobachtung ◻ Meteorologie, AIS ◻ TE/Kommunikation ◻ TE/ADS-B ◻ | 18A 18B, 18C, 18D, 18E … 18G, 18H, 18J, 18K 18F 18AB                                                                  |
| 1. April 2019 03:57     | PSLV-QL Erstflug QL      | SHAR 2          | Bluewalker 1 M6P | TE/Kommunikation ◻ TE ◻ | \| 18AF 18AD \| Teilerfolg[F 5] \|                                                                                    |
| 4. April 2019 11:01     | Sojus-2                  | Baikonur 31/6   | Progress MS-11 | ISS-Versorgung | 19A |
| 4. April 2019 17:03     | Sojus-ST/Fregat          | CSG S           | O3b FM17–20 | 4× Kommunikation | 20C, 20D, 20B, 20A |
| 11. April 2019 22:35    | Falcon Heavy             | KSC 39A         | Arabsat-6A | Kommunikation | 21A |
| 17. April 2019 20:46    | Antares                  | MARS 0A         | Cygnus CRS-11 Elana 26: 3× VCC 12× Thinsat-1 Uguisu Raavana 1 NepaliSat-1 EntrySat IOD-GEMS SpooQy 1 Światowid KrakSat 2 × AeroCube Seeker SASSI²                                                      | ISS-Versorgung Hochschulprojekt ◻ Hochschulprojekte ◻ Hochschulprojekt ◻ TE ◻ TE/Erdbeobachtung ◻ Hochschulprojekt ◻ TE ◻ Inspektionskamera ◻ Atmosphärenforschung ◻ | 22A 1998-067QN … 1998-067QG 1998-067QF 1998-067QE 1998-067QP 1998-067QK 1998-067QH 1998-067QL 1998-067QM 22D, 22C 22K |
| 20. April 2019 14:41    | CZ-3B/G3                 | Xichang 3       | Beidou-3 IGSO-1Q | Navigation | 23A |
| 29. April 2019 22:52    | CZ-4B                    | Taiyuan 9       | 2× Tianhui 2-01 | Erdbeobachtung | 24A, 24C |
| Mai 2019                |                          |                 | | | |
| 4. Mai 2019 06:48       | Falcon 9                 | CCAFS 40        | Dragon CRS-17 Red-Eye 1 | ISS-Versorgung Technologieerprobung | 25A 1998-067QJ |
| 5. Mai 2019 06:00       | Electron/KS              | Mahia 1A        | STP-27RD: Harbinger Sparc-1 Falcon ODE | (militärische Mission) Aufklärung TE ◻ TE/SSN-Reflektoren ◻ | 26E 26B 26A |
| 17. Mai 2019 15:49      | CZ-3C/G3                 | Xichang 2       | Beidou-2 G8 | Navigation | 27A |
| 22. Mai 2019 00:00      | PSLV-CA                  | SHAR 1          | Risat-2B | Erdbeobachtung, Aufklärung | 28A |
| 22. Mai 2019 22:49      | CZ-4C                    | Taiyuan 9       | Yaogan 33 | Aufklärung | Fehlschlag |
| 24. Mai 2019 02:30      | Falcon 9                 | CCAFS 40        | Starlink 0.9 | 60× TE/Kommunikation | 29A, 29B, 29C, 29D …                                                                                                  |
| 27. Mai 2019 06:23      | Sojus-2/Fregat           | Plessezk 43/4   | Glonass-M | Navigation | 30A |
| 30. Mai 2019 17:42      | Proton/Bris              | Baikonur 200/39 | Jamal 601 | Kommunikation | 31A |
| Juni 2019               |                          |                 | | | |
| 5. Juni 2019 04:06      | CZ-11H                   | Gelbes Meer     | Bufeng-1A und -1B Jilin 1 Gaofen 03A Xiaoxiang 1-04 Tianqi 3 Zhongdian Wangtong -1A, -1B (Tianxiang 1 und 2)                                                                                           | TE/Erdbeobachtung Erdbeobachtung Erdbeobachtung ◻ Internet der Dinge ◻ 2 × Kommunikation ◻ | 32 |
| 12. Juni 2019 14:17     | Falcon 9                 | VAFB 4E         | 3× Radarsat | Erdbeobachtung | 33A, 33C, 33B |
| 20. Juni 2019 21:43     | Ariane 5 ECA             | CSG A-3         | Eutelsat 7C AT&T T-16 | Kommunikation | 34B 34A |
| 24. Juni 2019 18:05     | CZ-3B/G3                 | Xichang 3       | Beidou-3 IGSO-2 | Navigation | 35A |
| 25. Juni 2019 06:30     | Falcon Heavy             | KSC 39A         | STP-2/Elana 15: DSX Formosat 7 GPIM OTB 1 mit: Celestis 16 NPSat1 Oculus-ASR 2× E-TBEx BRICSat-2 PSat-2 Prox-1 mit: Lightsail 2 TEPCE FalconSat-7 Prometheus 2-6 Armadillo LEO/StangSat                | militär. Forschung 6× Erdbeobachtung Antriebserprobung Technologieerprobung Weltraumbestattung TE/Forschung SSN-Kalibrierung Forschung ◻ Amateurfunk ◻ TE/Wirtssatellit TE ◻ TE/Forschung ◻ TE ◻ Hochschulprojekt ◻ (Hoch)Schulprojekt ◻                                    | 36F 36L, 36N, 36E, 36M … 36D 36C 36B 36K 36T, 36W 36S 36R 36A 36AC 36H 36J 36AB 36P 36X                               |
| 25. Juni 2019 06:30     | Falcon Heavy             | KSC 39A         | → weitere Erläuterungen zu den einzelnen STP-2-Nutzlasten | | |
| 29. Juni 2019 04:30     | Electron/KS              | Mahia 1A        | BlackSky Global 3 2× SpaceBEE 2× Prometheus Painani 1 ACRUX 1 | Erdbeobachtung TE/Kommunikation ◻ TE ◻ Hochschulprojekt ◻ | 37C 37G, 37F 37K, 37B, 37A 37E                                                                                        |
| Juli 2019               |                          |                 | | | |
| 5. Juli 2019 05:41      | Sojus-2/Fregat           | Wostotschny 1S  | Meteor-M 2-2 Carbonix ICEYE X4, X5 Momentus X1 DoT 1 NSLSat 1 8× Lemur-2 Beesat 9 Beesat 10–13 2× D-Star One MOVE-IIb Sonate Jaisat-1 SEAM 2.0 UTE-Ecuador TTÜ101 Lucky-7 MTCube AmGU 1 Sokrat VDNH-80 | Wettersatellit Technologieerprobung 2× Erdbeobachtung TE/Antrieb ◻/16U Technologieerprobung TE/Kommunikation ◻ Meteorologie, AIS ◻ Satellitenortung ◻ 4× TE ◻ TE/Kommunikation ◻ Hochschulprojekt ◻ Amateurfunk ◻ TE/Forschung ◻ Hochschulprojekt ◻ TE ◻ Hochschulprojekt ◻ | 38A 38U 38D, 38C 38Y 38P 38E 38S, 38L, 38V, 38Z … 38AC 38 38H, 38AA 38N 38Q 38F 38W 38J 38AE 38G                      |
| 10. Juli 2019 17:14     | Sojus-2w/Wolga           | Plessezk 43/4   | Kosmos-2535 Kosmos-2536 Kosmos-2537 Kosmos-2538 | Militärsatelliten | 39A 39B 39C 39D |
| 11. Juli 2019 01:53     | Vega                     | CSG V           | Falcon Eye 1 | Aufklärung | Fehlschlag |
| 13. Juli 2019 12:31     | Proton/Blk.D             | Baikonur 81/24  | Spektr-RG | Röntgenteleskop | 40A |
| 20. Juli 2019 16:28     | Sojus-FG                 | Baikonur 1/5    | Sojus MS-13 | bemannte ISS-Mission | 41A |
| 22. Juli 2019 09:13     | GSLV Mk III              | SHAR 2          | Chandrayaan-2 | Mondsonde | 42A |
| 25. Juli 2019 05:00     | Hyperbola-1 Erstflug     | Jiuquan S-E2    | CAS-7B weitere Nutzlasten | Amateurfunk | 43A |
| 25. Juli 2019 22:02     | Falcon 9                 | CCAFS 40        | Dragon CRS-18 IDA-3 Elana 27: RTFSat NARSScube 2 ORCA 1 Quantum Radar 3 | ISS-Versorgung ISS-Adapter Hochschulprojekt ◻ TE ◻ TE/kommunikation ◻ Reflektor | 44A 22G 22E 22H 22F                                                                                                   |
| 26. Juli 2019 03:57     | CZ-2C                    | Xichang 3       | 3× Yaogan 30-05 | Erdbeobachtung | 45A, 45B, 45C |
| 30. Juli 2019 05:56     | Sojus-2/Fregat           | Plessezk 43/4   | Meridian Nr. 18L | Kommunikation | 46A |
| 31. Juli 2019 12:10     | Sojus-2                  | Baikonur 31/6   | Progress MS-12 | ISS-Versorgung | 47A |
| August 2019             |                          |                 | | | |
| 5. Aug. 2019 21:56      | Proton/Bris              | Baikonur 81/24  | Blagowest 14L | Militärkommunikation | 48A |
| 6. Aug. 2019 19:30      | Ariane 5 ECA             | CSG A-3         | Intelsat 39 EDRS-C | Kommunikation | 49B 49A |
| 6. Aug. 2019 23:23      | Falcon 9                 | CCAFS 40        | AMOS-17 | Kommunikation | 50A |
| 8. Aug. 2019 10:13      | Atlas V 551              | CCAFS 41        | AEHF-5 TDO | Militärkommunikation TE/SSS ◻/12U | 51A 51B |
| 17. Aug. 2019 04:11     | Jielong-1 Erstflug       | Jiuquan S-E2    | Qiansheng-1 01 Xingshidai-5 Tianqi 2 | Erdbeobachtung Internet der Dinge ◻ | 52 |
| 19. Aug. 2019 12:03     | CZ-3B/G2                 | Xichang 2       | Chinasat 18 | Kommunikation | 53A |
| 19. Aug. 2019 12:12     | Electron/KS              | Mahia 1A        | BlackSky Global 4 BRO 1 2× Pearl White | Erdbeobachtung TE/Aufklärung ◻ TE ◻ | 54E 54A 54C, 54D |
| 22. Aug. 2019 03:38     | Sojus-2                  | Baikonur 31/6   | Sojus MS-14 | Testflug zur ISS | 55A |
| 22. Aug. 2019 13:06     | Delta IV letzter Flug    | CCAFS 37B       | GPS III-02 | Navigation | 56A |
| 29. Aug. 2019           | Safir                    | IKSC 1          | Nahid-1 | Kommunikation | Fehlschlag |
| 30. Aug. 2019 14:00     | Rockot                   | Plessezk 133/3  | Geo-IK 2-3 | Erdvermessung | 57A |
| 30. Aug. 2019 23:41     | Kuaizhou-1A              | Jiuquan S-E2    | Taiji-1 Xiaoxiang-1 07 | TE/Forschung Forschung ◻ | 58B 58A |
| September 2019          |                          |                 | | | |
| 12. Sep. 2019 03:26     | CZ-4B                    | Taiyuan 9       | Ziyuan-1 02D Jingshi-1 (BNU-1) Jinniuzuo 1 | Erdbeobachtung TE/Erdbeobachtung TE/Bremssegeltest ◻ | 59A 59B 59C |
| 19. Sep. 2019 06:42     | CZ-11                    | Jiuquan S-E2    | OVS 3A OHS 3A–3D | Erdbeobachtung 4× Erdbeobachtung | 60A 60C, 60D, 60E, 60F                                                                                                |
| 22. Sep. 2019 21:10     | CZ-3B/YZ-1               | Xichang 3       | Beidou-3 M23, M24 | 2× Navigation | 61A, 61B |
| 24. Sep. 2019 16:05     | H-IIB                    | TNSC Y2         | HTV-8 RwaSat-1 NARSScube 1 AQT-D | ISS-Versorgung TE ◻ TE/Antrieb ◻ | 62A 1998-067QV 1998-067QX 1998-067QW                                                                                  |
| 25. Sep. 2019 00:54     | CZ-2D                    | Jiuquan S-2     | Yunhai-1 02 | Erdbeobachtung | 63A |
| 25. Sep. 2019 13:57     | Sojus-FG letzter Flug    | Baikonur 1/5    | Sojus MS-15 | bemannte ISS-Mission | 64A |
| 26. Sep. 2019 07:46     | Sojus-2/Fregat           | Plessezk 43/4   | EKS 3 | Frühwarnsatellit | 65A |
| Oktober 2019            |                          |                 | | | |
| 4. Okt. 2019 18:51      | CZ-4C                    | Taiyuan 9       | Gaofen 10R | Erdbeobachtung | 66A |
| 9. Okt. 2019 10:17      | Proton/Bris              | Baikonur 1/5    | Eutelsat 5W B MEV-1 | Kommunikation Satellitenantrieb | 67A 67B |
| 11. Okt. 2019 02:00     | Pegasus-XL               | CCAFS           | ICON | Forschung (Explorer-Mission) | 68A |
| 17. Okt. 2019 01:22     | Electron/KS              | Mahia 1A        | Palisade | TE ◻/16U | 69A |
| 17. Okt. 2019 15:21     | CZ-3B/G3                 | Xichang 3       | TJS 4 | TE/Kommunikation oder Aufklärung | 70A |
| November 2019           |                          |                 | | | |
| 2. Nov. 2019 13:59      | Antares                  | MARS 0A         | Cygnus CRS-12 STPSat 4 Elana 25A • HuskySat-1 4× AeroCube OF 2 | ISS-Versorgung Technologieerprobung 7 Hochschulprojekte ◻ Hochschulprojekt ◻ TE ◻ | 71A 1998-067QY 1998-067RF … 2019-071J 71D, 71F, 71H, 71G 71C                                                          |
| 3. Nov. 2019 03:22      | CZ-4B                    | Taiyuan         | Gaofen 7 Huangpu-1 Xiaoxiang-1 08 SRSS-1 | Erdbeobachtung TE TE ◻ Aufklärung | 72A 72C 72D 72B |
| 4. Nov. 2019 17:43      | CZ-3B/G3                 | Xichang 2       | Beidou-3 IGSO-3 | Navigation | 73A |
| 11. Nov. 2019 14:56     | Falcon 9                 | CCAFS 40        | Starlink v1.0 L1 | 60× Kommunikation | 74A, 74B, 74C, 74D …                                                                                                  |
| 13. Nov. 2019 03:40     | Kuaizhou-1A              | Jiuquan S-E2    | Jilin 1 Gaofen 02A | Erdbeobachtung | 75A |
| 13. Nov. 2019 06:35     | CZ-6                     | Taiyuan 16      | 5× Ningxia-1 | Erdbeobachtung | 76A, 76B, 76C, 76D …                                                                                                  |
| 17. Nov. 2019 10:00     | Kuaizhou-1A              | Jiuquan S-E2    | 2× KL-Alpha | Technologieerprobung | 77A, 77B |
| 23. Nov. 2019 00:55     | CZ-3B YZ-1               | Xichang 3       | Beidou-3 M21, M22 | 2× Navigation | 78A, 78B |
| 25. Nov. 2019 17:52     | Sojus-2w/Wolga           | Plessezk 43/4   | Kosmos 2542 Kosmos 2543 | Satelliteninspektion | 79A 79D |
| 26. Nov. 2019 21:23     | Ariane 5 ECA             | CSG A-3         | Inmarsat 5 F5 Tiba 1 | Kommunikation Militärkommunikation | 80B 80A |
| 27. Nov. 2019 03:58     | PSLV-XL                  | SHAR 2          | Cartosat-3 12× Flock 4p Meshbed | Aufklärung Erdbeobachtung ◻ Antennenerprobung ◻ | 81A 81L, 81K, 81J, 81H … 81C                                                                                          |
| 27. Nov. 2019 23:52     | CZ-4C                    | Taiyuan 9       | Gaofen 12 | Erdbeobachtung | 82A |
| Dezember 2019           |                          |                 | | | |
| 5. Dez. 2019 17:29      | Falcon 9                 | CCAFS 40        | Dragon CRS-19 Elana 25B Elana 28 VPM MakerSat 1 MiniCarb ORCA 2, 8 QARMAN | ISS-Versorgung 3 Cubesats ◻ 2 Cubesats ◻ TE/Forschung ◻ TE ◻ Forschung ◻ 2× TE ◻ TE ◻ | 83A 1998-067RA … 71L, ? 71K 71M ?, 71R 1998-067RG                                                                     |
| 6. Dez. 2019 08:18      | Electron/KS              | Mahia 1A        | ALE 2 Alba Cluster 2: NOOR-1A, -1B ATL-1 SMOG-P FossaSat 1 TRSI-Sat | TE/Showeffekt 6 PocketQubes TE/Kommunikation ▫ TE/Amateurfunk ▫ TE ▫ | 84A 84D, 84E 84H 84J 84F 84G                                                                                          |
| 6. Dez. 2019 09:34      | Sojus-2                  | Baikonur 31/6   | Progress MS-13 | ISS-Versorgung | 85A |
| 7. Dez. 2019 02:55      | Kuaizhou-1A              | Taiyuan         | Jilin 1 Gaofen 02B | Erdbeobachtung | 86A |
| 7. Dez. 2019 08:52      | Kuaizhou-1A              | Taiyuan         | HEAD-2A, -2B Tianqi 4A, 4B Tianyi-16 Tianyi-17 | AIS Internet der Dinge Erdbeobachtung | 87 |
| 11. Dez. 2019 08:54     | Sojus-2/Fregat           | Plessezk 43/4   | Glonass-M | Navigation | 88A |
| 11. Dez. 2019 09:55     | PSLV-QL                  | SHAR 1          | Risat-2BR1 QPS-SAR 1 4× Lemur-2 1HOPSat TD Tyvak 0129 Duchifat 3 NANOVA | Erdbeobachtung, Aufklärung Erdbeobachtung Meteorologie, AIS ◻ Erdbeobachtung ◻/12U TE ◻ Hochschulprojekt ◻ TE/Kommunikation ◻ | 89F 89E 89K, 89J, 89D, 89M 89H 89B 89C 89A                                                                            |
| 16. Dez. 2019 07:22     | CZ-3B/YZ-1               | Xichang 3       | Beidou-3 M19, M20 | 2× Navigation | 90A, 90B |
| 17. Dez. 2019 00:10     | Falcon 9                 | CCAFS 40        | JCSAT-18/Kacific 1 | Kommunikation | 91A |
| 18. Dez. 2019 08:54     | Sojus-ST/Fregat          | CSG S           | Cheops Ops-Sat CSG 1 Angels EyeSat | Weltraumteleskop TE ◻ Erdbeobachtung TE ◻/12U Astronomie ◻ | 92B 92F 92A 92D 92E                                                                                                   |
| 20. Dez. 2019 03:22     | CZ-4B                    | Taiyuan 9       | CBERS 4A ETRSS-1 FloripaSat 1 Tianqin-1 weitere Nutzlasten | Erdbeobachtung TE ◻ Forschungssatellit | 93E 93 93G? 93A oder 93C? 93                                                                                          |
| 20. Dez. 2019 11:36     | Atlas V N22 Erstflug N22 | CCAFS 41        | Boe-OFT | CST-100 Starliner unbemannter Testflug | 94A |
| 24. Dez. 2019 12:03     | Proton/Blk.D             | Baikonur 81/24  | Elektro-L 3 | Wettersatellit | 95A |
| 26. Dez. 2019 23:11     | Rockot letzter Flug      | Plessezk 133/3  | 3× Gonets-M Radio-2017 (RS-44) Blits-M 1 | Kommunikation TE/Amateurfunk TE/Reflektor | 96A, 96B, 96C 96E ; Teilerfolg                                                                                        |
| 27. Dez. 2019 12:45     | CZ-5/YZ-2                | Wenchang 101    | Shijian 20 | Technologieerprobung | 97A |
| 18AF 18AD               | Teilerfolg               |                 | | | |

 Die Abkürzung „TE“ steht für „Technologieerprobung“, also das Testen neuer Satellitentechnik; die Symbole ◻ und ▫ kennzeichnen Cubesats bzw. PocketQubes. Bei Cubesats ab 12U-Format ist die Größe mit angegeben. Siehe Satellitentypen für weitere Erläuterungen.

## Fehlschläge und Teilerfolge
1. ↑  Fehlfunktion der dritten Stufe, die Rakete erreichte keine Orbitalgeschwindigkeit (lt. IRNA, 15. Januar 2019).
2. ↑  Die Rakete startete, aber der Satellit erreichte keine Umlaufbahn. Genaueres wurde nicht bekanntgegeben.
3. ↑  Die dritte Raketenstufe schaltete wegen unzureichender Betankung frühzeitig ab, jedoch konnte die Fregat-Oberstufe dies ausgleichen und den Satelliten in die geplante Geotransferbahn bringen.
4. ↑  Die Rakete kam wegen eines Defekts der Lageregelung der zweiten Stufe vom Kurs ab.
5. ↑  Die Satelliten Bluewalker 1 und M6P wurden zu spät und dadurch in eine zu niedrige Umlaufbahn ausgesetzt (ca. 510 × 430 km statt 500 × 500 km), wodurch sich ihre Lebensdauer etwas verkürzt.
6. ↑  Resonanzkatastrophe im Bereich von dritter Stufe und  Nutzlast (lt. Nasaspaceflight.com, 12. September 2019).
7. ↑  Die Rakete zerbrach, als kurz nach der ersten Stufentrennung das Feststofftriebwerk der Zweitstufe durch seine obere Hülle brannte (→ Falcon Eye 1).
8. ↑  Die Rakete explodierte auf dem Startplatz.
9. ↑  Das russische Verteidigungsministerium bestätigte zunächst ein erfolgreiches Aussetzen von vier Satelliten, zog diese Bestätigung aber kurzfristig für Blits-M 1 wieder zurück (lt. Russian Space Web). Die US-amerikanische Weltraumüberwachung katalogisierte anschließend auch ein Objekt 2019-096D, bei dem es sich nach Einschätzung des Astronomen Jonathan McDowell aber um eine Fehlerkennung handelte (Twitter-Nachricht vom 12. April 2020). Aufgrund dieser Informationslage wird angenommen, dass sich Blits-M 1 nicht von der Bris-Oberstufe der Rakete getrennt hat (Gunter’s Space Page, Twitter-Nachricht von Johnathan McDowell). Demnach ist der Satellit zusammen mit der Raketenstufe als 2019-096E katalogisiert.

## Weitere Anmerkungen
1. ↑  Kalamsat wurde fest an der Kickstufe der PSLV-Rakete angebracht, die bei diesem Flug erstmals auch die Funktion eines Satellitenbusses hat und für längere Zeit im All verbleiben kann.
2. 1 2 3 4 5 6 7 8 9 10  Diese Kleinsatelliten wurden zunächst zur ISS gebracht. Sobald sie von dort ins All ausgesetzt sind, erhalten sie eine Cospar-ID, die von der Kennung der ISS (1998-067A) abgeleitet ist. In Datenbanken wie dem NSSDC-Katalog sind diese Satelliten unter Umständen (noch) nicht erfasst. (Siehe auch: Past ElaNa CubeSat Launches)
3. 1 2 3 4 5 6 7 8 9 10 11 12 13 14 15 16 17  Der Start war erfolgreich, aber die ausgesetzten Nutzlasten wurden nicht identifiziert; beispielsweise weil Informationen vom Betreiber fehlen, weil mehrere Satelliten auf ähnlichen Umlaufbahnen nicht unterschieden werden konnten oder weil sie zu klein für eine Erfassung durch Weltraumüberwachungssysteme sind.
4. ↑  Der Urnenbehälter ist fest in dem Satelliten verbaut.
5. ↑  StangSat sollte sich nach dem Start von LEO trennen, wurde aber von den Weltraumüberwachungssystemen nicht identifiziert.
6. ↑  Erster Start eines 16U-Cubesat (lt. Space Daily).
7. ↑  2019-038U gemäß Space-Track-Dienst der U.S. Air Force. Andere Quellen geben teils andere COSPAR-IDs an.
8. 1 2 3 4 5 6 7  Diese Satelliten wurden auf der ISS in ein Cygnus-Schiff umgeladen und von diesem nach dem Ablegen ausgesetzt; sie erhielten daher Cospar-IDs auf Basis der aussetzenden Raumschiffs.
9. ↑  2019-093G im Celestrak-Katalog; im Katalog der UNOOSA und bei Space-Track nicht identifiziert.
10. ↑  2019-093A im Katalog der UNOOSA, 2019-093C im Celestrak-Katalog, bei Space-Track nicht identifiziert.
11. ↑  Radio-2017/RS-44 ist fest an der oberen Raketenstufe montiert und verblieb mit dieser in einer Umlaufbahn (lt. Gunter’s Space Page, Amsat).